# Белеза Гаврило
Гаврило Бе́леза (дати народження і смерті невідомі) — український золотар і мідних справ майстер другої половини XVIII століття. Працював у Києві разом з Іваном Атаназевичем та Олексієм Іщенком.

## Роботи
В Ближніх печерах Києво-Печерської лаври:
- оздобив мідними бляхами та срібними карбованими прикрасами престол Воздвиженської церкви (1785);
- виконав до крипти 12 зображень братів-греків, а потім металеві грати з рамами (1786).